# Îles de Finlande
Pour un article plus général, voir Géographie de la Finlande.

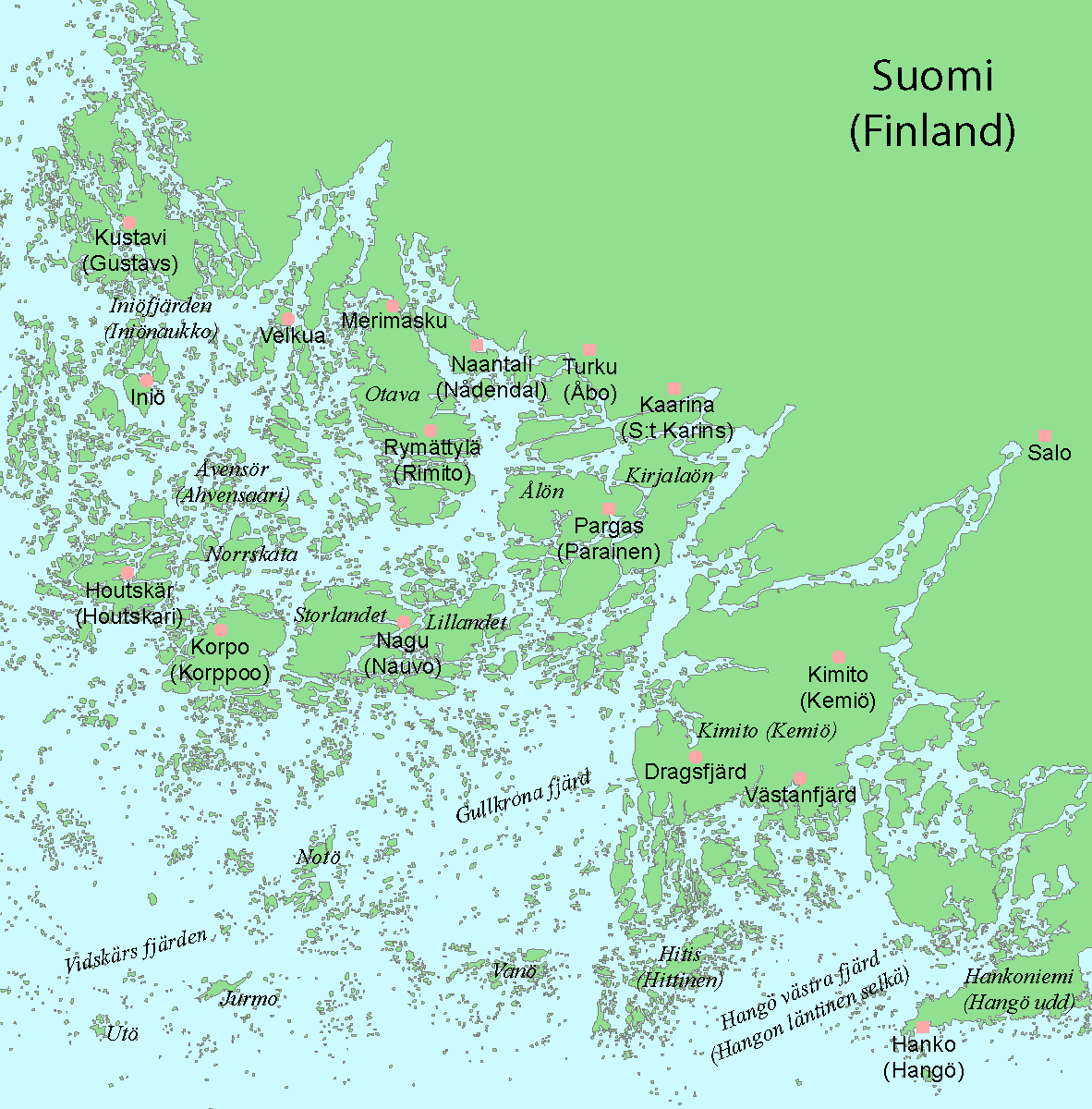
Carte de l'archipel finlandais en mer Baltique, dans le sud-ouest de la Finlande.

Les îles de Finlande sont officiellement au nombre de 179 584 dont près de 95 000 sont maritimes, les autres étant lacustres ou fluviales, seule une faible proportion étant habitées de manière permanente. Les îles maritimes de Finlande sont regroupées en plusieurs archipels qui s'étendent tout le long des côtes et plus particulièrement vers le sud-ouest du pays : Åland, archipel finlandais, archipel d'Helsinki, etc. Parmi les nombreuses Îles de Finlande, il y a 789 îles d'une superficie de plus de 1 km2. Parmi celles-ci il existe 455 îles habitées en permanence sans connexion routière avec la terre ferme.

## Histoire
Le nombre d'îles varie au cours du temps car à la faveur du rebond isostatique que connait la Scandinavie en général et la Finlande en particulier depuis la fin de la dernière glaciation il y a environ 10 000 ans, de nombreuses îles ont émergé, ont fusionné entre elles ou se sont rattachées au continent. Ce phénomène est observé depuis le XVIIe siècle et se poursuit au rythme de sept à dix kilomètres carrés chaque année. Le nord du golfe de Botnie est particulièrement sensible au phénomène qui peut atteindre 90 centimètres d'amplitude en un siècle. L'Homme est aussi responsable de la disparition d'îles qu'il relie entre elles pour créer des chaussées, des digues ou de nouvelles terres.

## Géographie
L'île maritime la plus grande de la Finlande est Fasta Åland, l'île principale de l'archipel d'Åland qui abrite Mariehamn, la capitale du territoire autonome. Cependant, deux îles situées dans la région des lacs, à l'intérieur du pays, sont plus étendues que Fasta Åland : Soisalo avec 1 638 km2 et Sääminginsalo avec 1 069 km2. Une autre grande île maritime de la Finlande est celle de Hailuoto, dans le nord du golfe de Botnie. Cette île est née vers l'an 300 lorsque de petites îles ont émergé et se sont étendues jusqu'à se réunir, les dernières s'étant reliées dans les années 1800.
Le tableau suivant indique le nombre d'îles par superficie et par région :
| Rang | Région               | 0,5 ha– 1 ha | 1 - 10 km2 | > 10 km2 | Total  |
| ---- | -------------------- | ------------ | ---------- | -------- | ------ |
| 1    | Finlande propre      | 9 687        | 145        | 21       | 9 853  |
| 2    | Savonie du Sud       | 8 918        | 101        | 5        | 9 024  |
| 3    | Laponie              | 8 594        | 60         | 3        | 8 657  |
| 4    | Åland                | 8 014        | 77         | 14       | 8 105  |
| 5    | Uusimaa              | 5 448        | 43         | 6        | 5 497  |
| 6    | Savonie du Nord      | 5 229        | 46         | 1        | 5 276  |
| 7    | Carélie du Nord      | 4 386        | 42         | 5        | 4 433  |
| 8    | Ostrobotnie          | 4 187        | 51         | 11       | 4 010  |
| 9    | Finlande-Centrale    | 3 971        | 37         | 2        | 4 010  |
| 10   | Pirkanmaa            | 2 897        | 9          |          | 2 906  |
| 11   | Ostrobotnie du Nord  | 2 570        | 12         | 1        | 2 583  |
| 12   | Satakunta            | 2 493        | 12         | 1        | 2 506  |
| 13   | Carélie du Sud       | 2 151        | 29         | 4        | 2 184  |
| 14   | Kainuu               | 1 933        | 14         | 1        | 1 948  |
| 15   | Vallée de la Kymi    | 1 618        | 16         |          | 1 634  |
| 16   | Päijät-Häme          | 1 318        | 14         | 1        | 1 333  |
| 17   | Ostrobotnie-Centrale | 623          | 3          |          | 626    |
| 18   | Kanta-Häme           | 512          | 1          |          | 513    |
| 19   | Ostrobotnie du Sud   | 480          | 1          |          | 481    |
|      | Total                | 75 029       | 713        | 76       | 75 818 |